# 조 아리보
조지프 올루와세이 테미토프 아요델레아리보(영어: Joseph Oluwaseyi Temitope Ayodele-Aribo, 1996년 7월 21일 ~ )는 EFL 챔피언십 클럽 사우샘프턴과 나이지리아 국가대표팀에서 미드필더로 활약하고 있는 나이지리아의 프로 축구 선수이다.
그는 스테인즈 타운에서 클럽 경력을 시작한 후 잉글리시 풋볼 리그의 찰튼 애슬레틱에서 4년을 보냈다. 2019년 레인저스와 계약하여 2021년 스코티시 프리미어십에서 우승하고 1년 후 스코티시컵에서 우승했다.
런던에서 태어나고 자란 아리보는 나이지리아 국가대표팀에서 뛰고 있으며, 그의 유산으로 인해 자격을 얻었다. 그는 2019년에 첫 국가대표팀 경기에 출전했고 2021년 아프리카 네이션스컵에 출전할 선수단의 일원이었다.

## 구단 경력

### 스테인즈 타운
2014년 4월, 올해의 아카데미 선수상을 수상한 아리보는 이스미언 리그 프리미어 디비전의 마커스 게일 아래 스테인즈 타운에서 뛰었다.

### 찰턴 애슬랜틱
2015년 9월 성공적인 예선을 마치고 찰턴 애슬레틱에 입단한 아리보는 2016년 5월에 1년 계약을 체결했다. 2016년 10월 16일 더 밸리에서 열린 EFL 트로피 조별리그 크롤리 타운과의 경기에서 앤드루 크로프츠와 62분에 교체되어 1군 데뷔 전을 치렀다. 그의 EFL 리그 원 데뷔 전은 12월 17일 2-0으로 패한 피터버러 유나이티드와의 홈 경기에서 프레드리크 울베스타드와 교체되어 6일 후 2019년까지 계약을 연장했다.
2017년 11월 1일, 아리보는 풀럼 U-21과의 EFL 트로피 조별 리그 경기에서 3-2로 이긴 경기에서 자신의 첫 커리어 골을 기록했다. 12월 23일, 그의 첫 리그 골은 더 밸리에서 블랙풀과의 1-1 무승부의 시작을 열었고, 그는 2018년 4월 2일 로더럼 유나이티드와의 경기에서 2골을 포함하여, 애딕스의 6위와 플레이오프 진출을 돕는 4골을 더 넣었다.
2018-19 시즌 마지막 세 경기에서 아리보는 찰턴이 3위를 차지하며 스컨소프 유나이티드, 질링엄 및 로치데일을 이기는 데 기여했으며, 5월 12일 플레이오프 준결승 1차전에서 동커스터 로버스를 상대로 골을 넣어 2-1 승리를 거두며 팀이 승격했다.

### 레인저스
아리보는 2018-19 시즌을 끝으로 찰턴으로부터 새로운 계약을 제안받았지만, 대신 스코티시 프리미어십의 레인저스와 4년 계약을 체결하기로 선택했다. 2019년 7월 9일 유로파리그 지브롤터의 세인트 조셉을 상대로 4-0 승리를 거두며 클럽 데뷔 전을 치렀고, 8일 후인 2차전에서 첫 골을 넣어 6-0 승리의 발판을 마련했다. 9월 25일, 리빙스턴의 리키 라미에게 머리 부상을 당해 20분 만에 실려나갔고, 20바늘을 꿰매고 한 달 동안 제외되었고, 알몬드베일로 돌아온 그는 11월 10일 2-0 승리에서 리그 첫 골을 넣었다.
아리보는 레인저스의 2020-21 시즌 우승에 7골을 기여했는데, 이 중 2골은 11월 8일 해밀턴 아카데미컬과의 경기에서 8-0으로 승리한 경기에서 기록했다. 5월, 그는 3-0으로 이긴 리빙스턴과의 경기에서 보르나 바리시치가 결장해 긴급 레프트백으로 뛰었다는 이유로 스티븐 제라드 감독의 칭찬을 받았다. "레프트백 활약은 제가 여기에 온 3년 동안 본 것만큼 좋습니다. 그의 자아를 주차시키고 동료들을 위해 환상적인 일을 해준 그에게 정말 잘 해주었습니다."
2021-22 시즌, 아리보는 레인저스의 준우승으로 유로파리그 17경기에 출전했고, 5월 18일 아인트라흐트 프랑크푸르트와의 결승전에서 선제골을 터뜨린 뒤 승부차기 끝에 패했다. 모든 대회에서 57경기에 출전해 9골을 넣고 10도움을 기록했다.

### 사우샘프턴
2022년 7월 9일, 아리보는 사우샘프턴에 입단하여 4년 계약을 체결했다. 2022년 8월 6일, 4-1로 패한 토트넘 홋스퍼와의 경기에서 아리보는 프리미어리그 데뷔 전을 치렀다. 1주일 후, 아리보는 2-2로 비긴 리즈 유나이티드와의 경기에서 사우샘프턴 소속으로 첫 골을 넣었다.

## 국가대표팀 경력
2019년 8월, 아리보는 우크라이나와의 친선 경기를 위해 나이지리아 감독 게르노트 로어에 의해 소집되었다. 그는 9월 10일 드니프로에서 열린 경기에서 데뷔 전을 치렀고, 2-2 무승부를 거둔 4분에 득점을 기록했다. 10월 13일, 그는 싱가포르에서 열린 브라질과의 친선 경기에서 그린 이글스의 골을 기록했다.
카메룬에서 열린 2021년 아프리카 네이션스컵에서 아리보는 튀니지에 1-0으로 패한 조별리그 2경기를 치렀다.

## 플레이 스타일
아리보는 중앙이나 넓은 미드필드 역할을 할 수 있는 다재다능한 선수이다. 기술적으로 능숙한 그는 긴 다리를 사용하여 상대 선수들로부터 공을 효과적으로 보호할 수 있다. 2016년 10월에 그는 자신의 장점이 "공으로 운전하고 피치를 올라가는 것"이라고 말했다.